# Roger Miret and the Disasters
Roger Miret and the Disasters est un groupe de street punk américain, originaire de  New York. Il s'agit du projet parallèle du chanteur Roger Miret, du groupe Agnostic Front.

## Biographie
Le groupe est formé en 1999 à New York et officie dans un street punk rock, mélange mélodique de rock 'n' roll et de musique skinhead. Le premier album du groupe, sobrement intitulé, Roger Miret and the Disasters, est publié le 9 octobre 2002,. Miret clame : « ce groupe est un message pour tous ceux qui en ont marre de ces clichés du punk-rock, qui veulent écoutés du punk vrai et honnêtes[réf. nécessaire]. » L'album sortant sur le label Hellcat Records de Tim Armstrong. Le groupe part alors en tournée avec Dropkick Murphys, où d'ailleurs Al Barr le leader de DKM chante sur une des chansons de l'album.
Après plusieurs années sur les routes, un nouvel album, intitulé 1984, est publié en 2005, poursuivant sur leur style street punk. Le groupe enchaine directement avec leur troisième album, intitulé My Riot, publié en 2006, le groupe explorant des styles musicales différents tels que le reggae, des chansons acoustiques et du rockabilly. L'une des chansons de l'album New York Belong to Me parle des attentats du 11 septembre 2001. Al Barr et Ken Casey, chanteur et bassiste du groupe Dropkick Murphys font une apparition sur la chanson Screw You de l'album Roger Miret and the Disasters ainsi que Stephanie Doughtery, qui effectue les parties vocales sur les chansons Radio Radio et Boys Will be Boys. Al Barr participe à l'album My Riot sur la chanson Once Were Warriors, ainsi que Kim Nekroman et Patricia Day du groupe HorrorPops sur la chanson R.F.F.R. et enfin Lars Frederiksen de Rancid sur la chanson Roots Rockin Roll.
Cinq ans après My Riot, Roger Miret et ses désastreux copains reviennent en janvier 2011 sur le devant de la scène avec un très bon quatrième album comprenant treize titres, Gotta Get Up Now au label allemand People Like You Records,. Ils tournent en soutien à l'album pendant la même année, avec un passage à La Maroquinerie à Paris.

## Discographie

### Albums studio
- 2002 : Roger Miret and the Disasters
- 2005 : 1984
- 2006 : My Riot
- 2011 : Gonna Get Up Now

### Apparitions
- 2001 : Scene Killer, Vol. 3
- 2002 : Give 'Em the Boot III
- 2002 : The Worldwide Tribute to the Real Oi, Vol. 2
- 2004 : Give 'Em the Boot IV
- 2005 : Punk-O-Rama Vol. 10
- 2006 : Give 'Em the Boot V